# 小西灣海濱花園

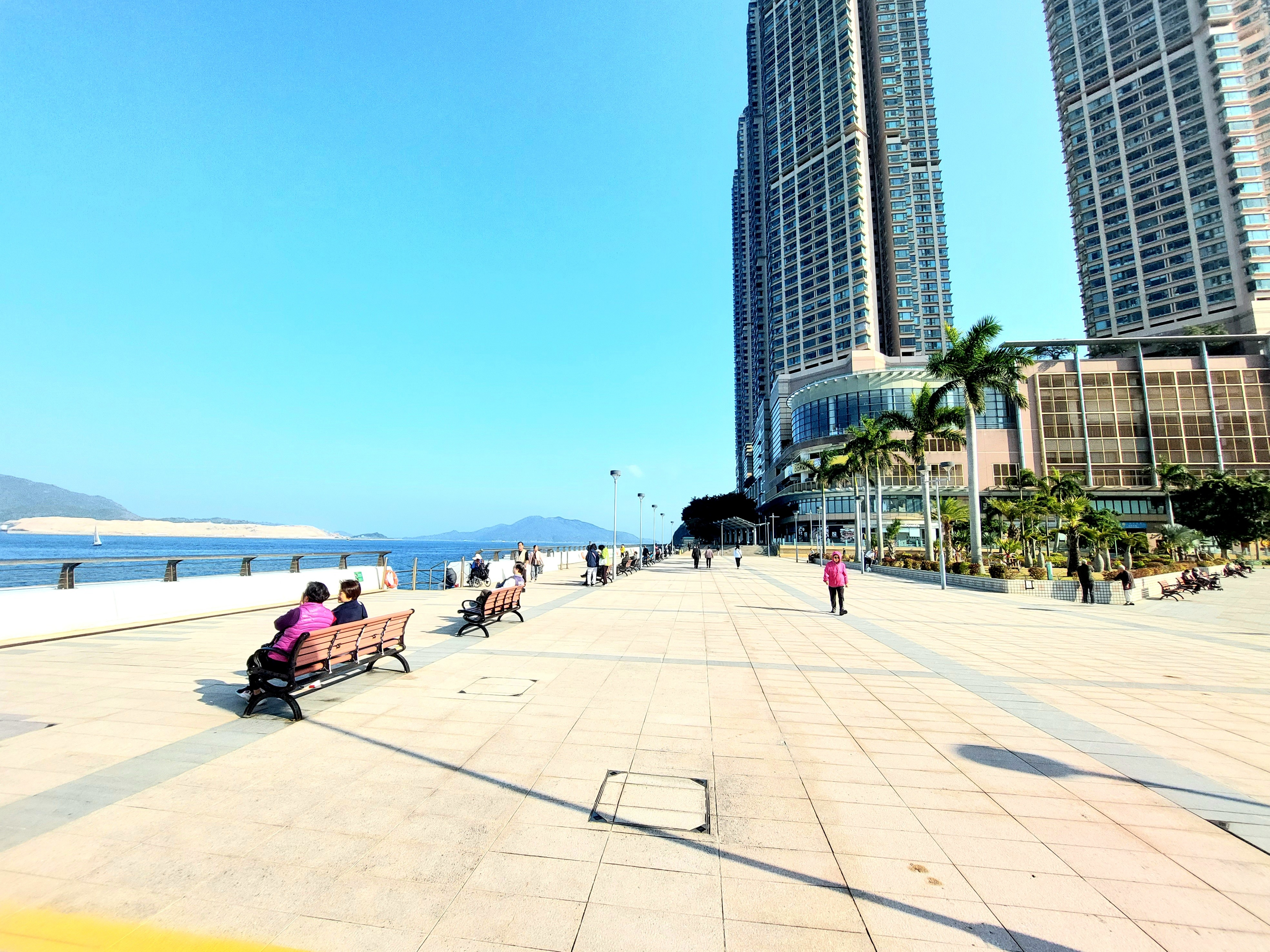
小西灣海濱花園

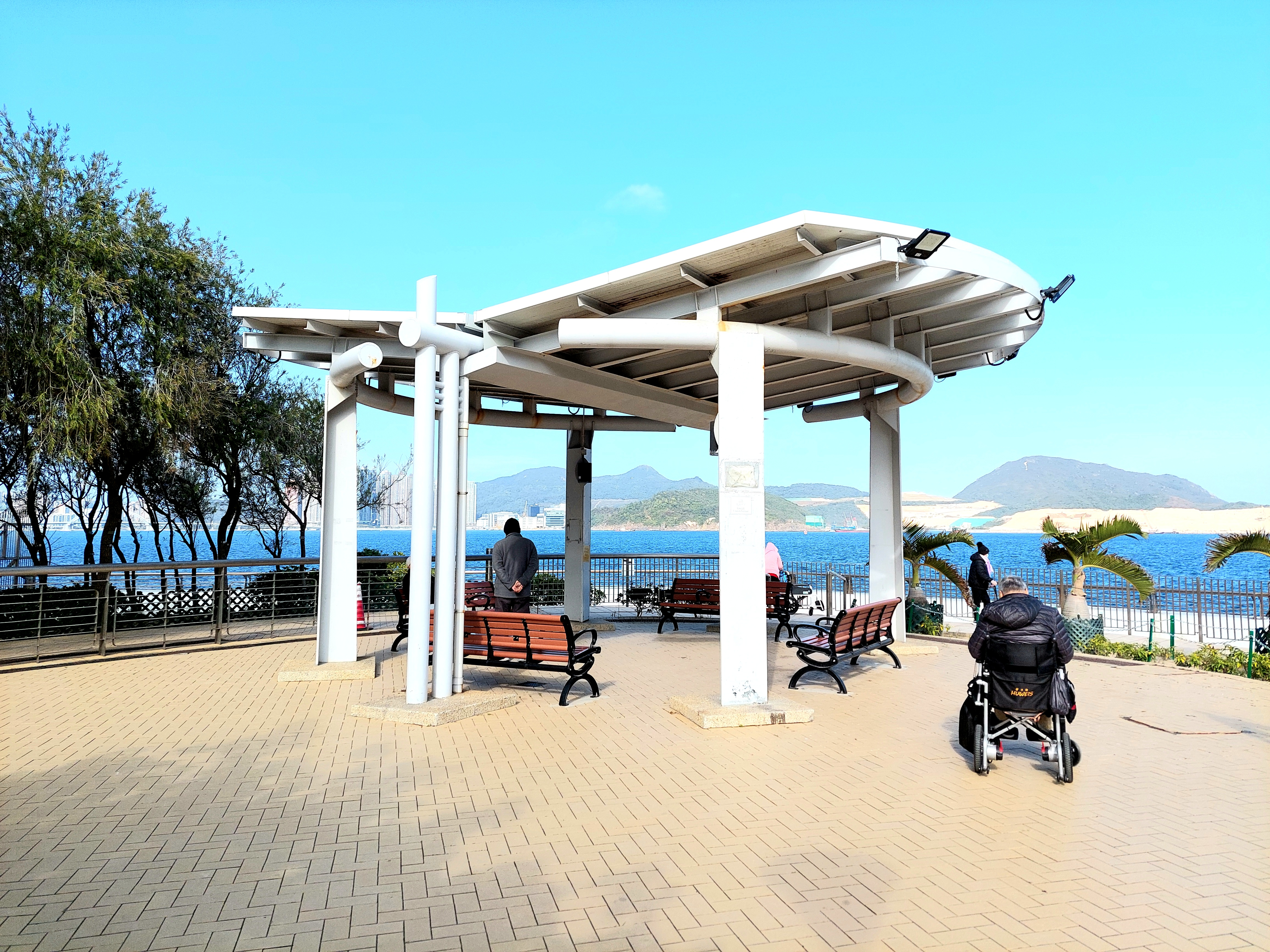
涼亭

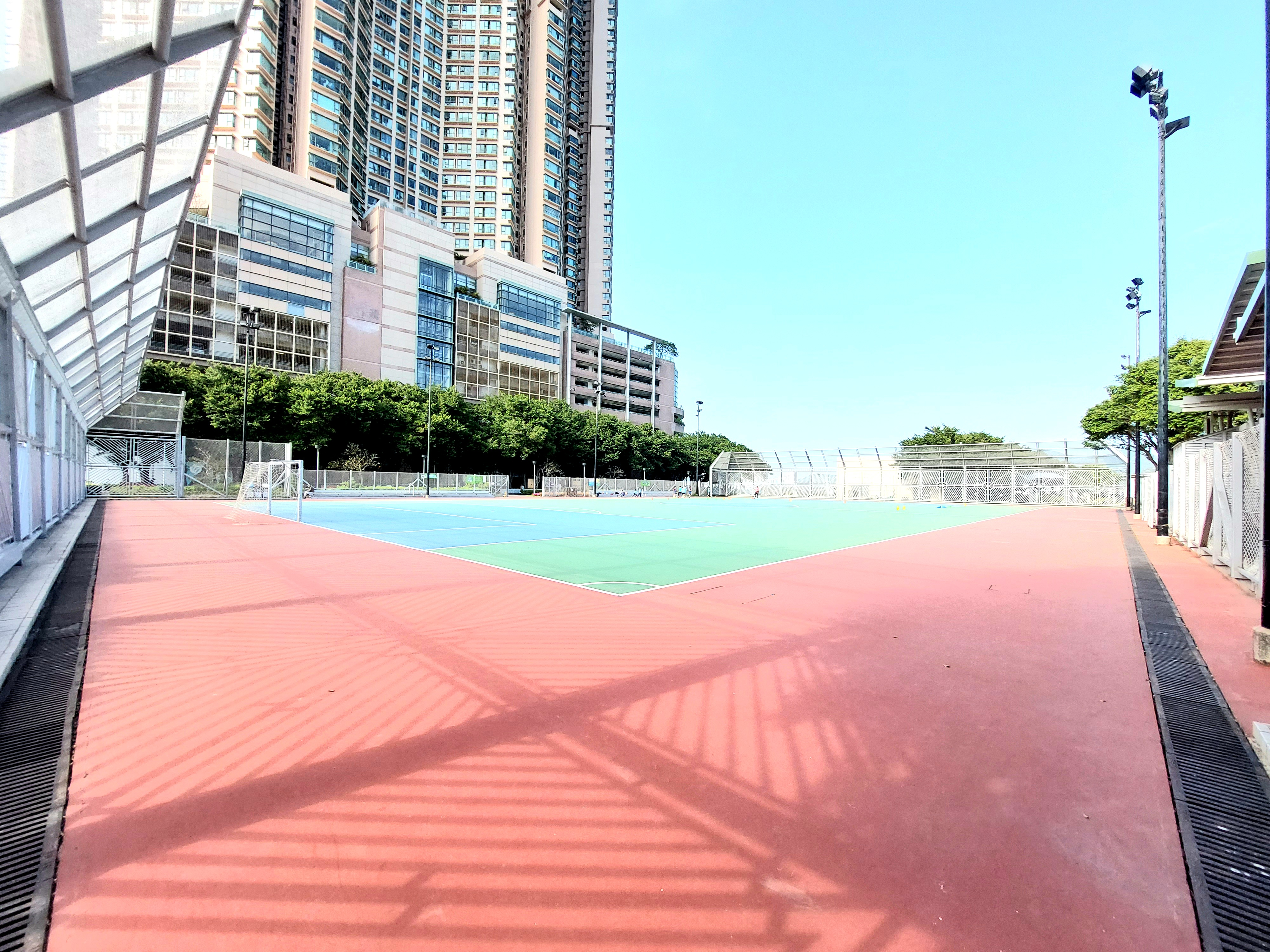
七人硬地足球場

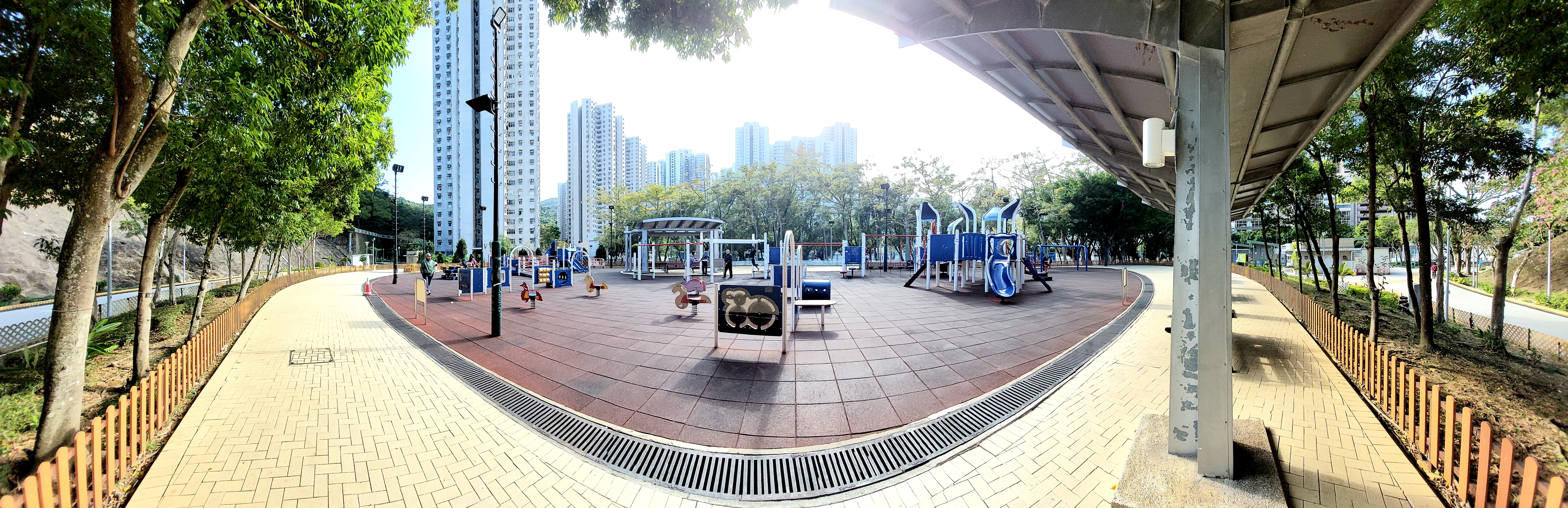
兒童遊樂場

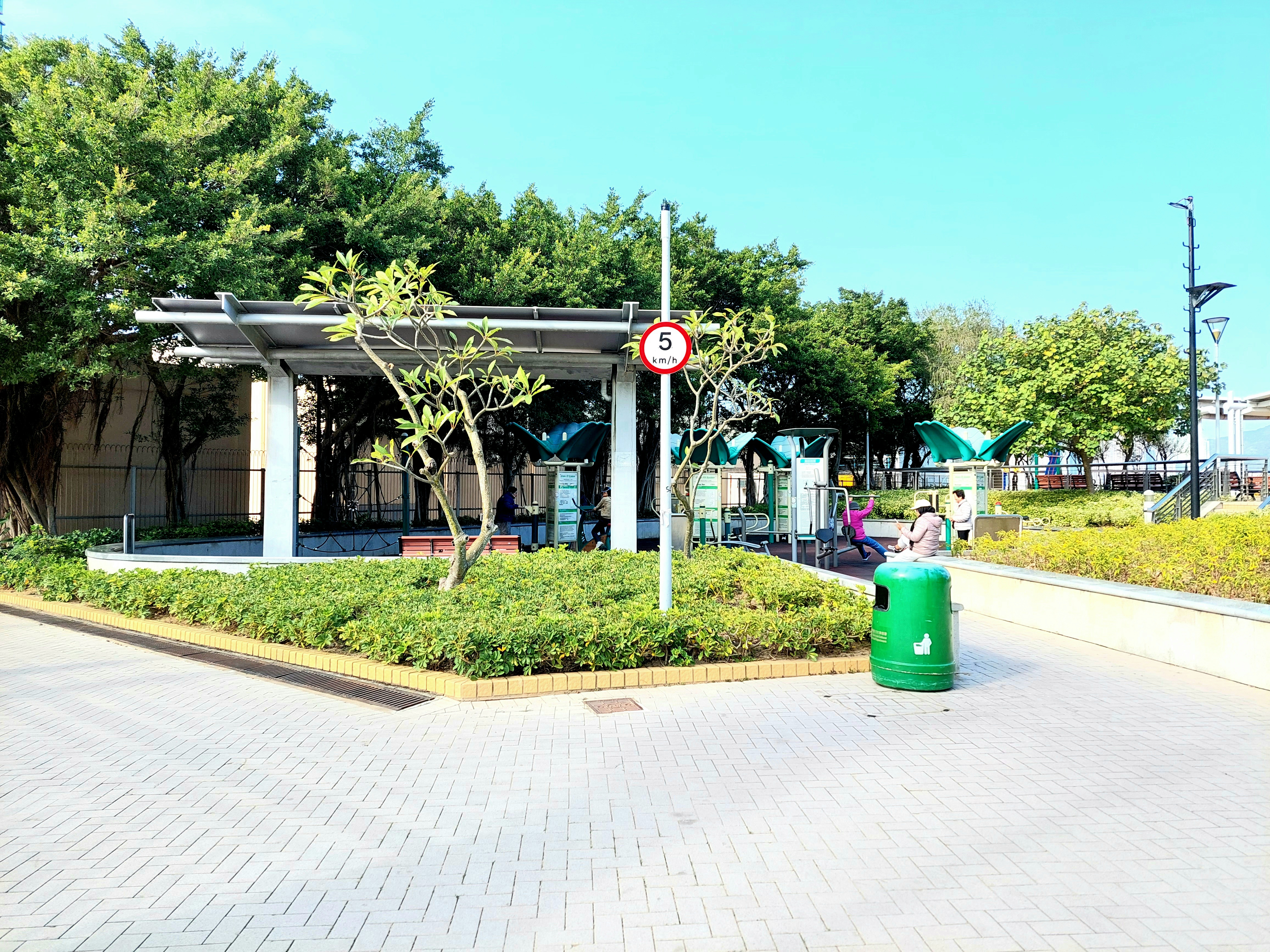
健身站

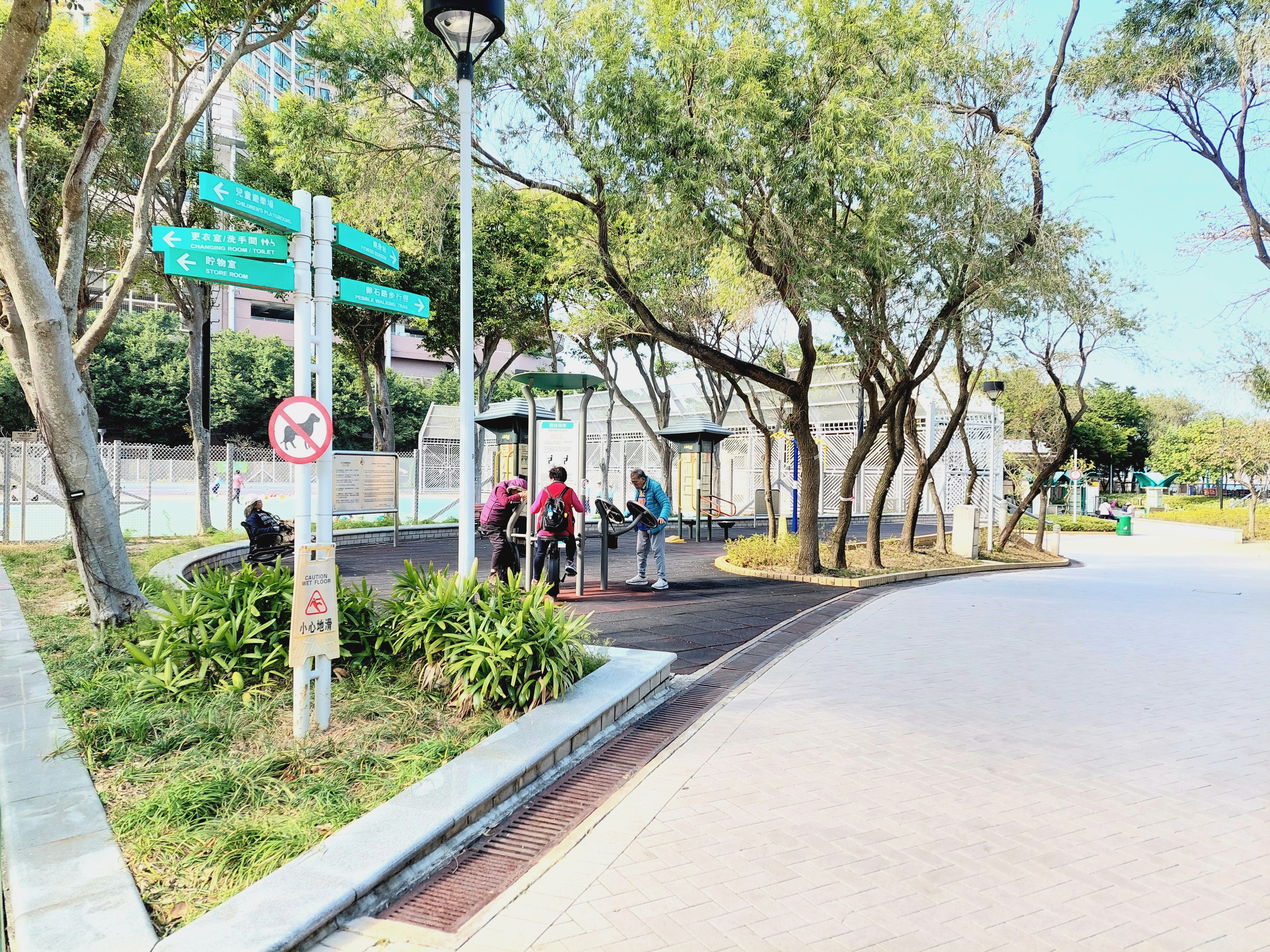
長者健身站

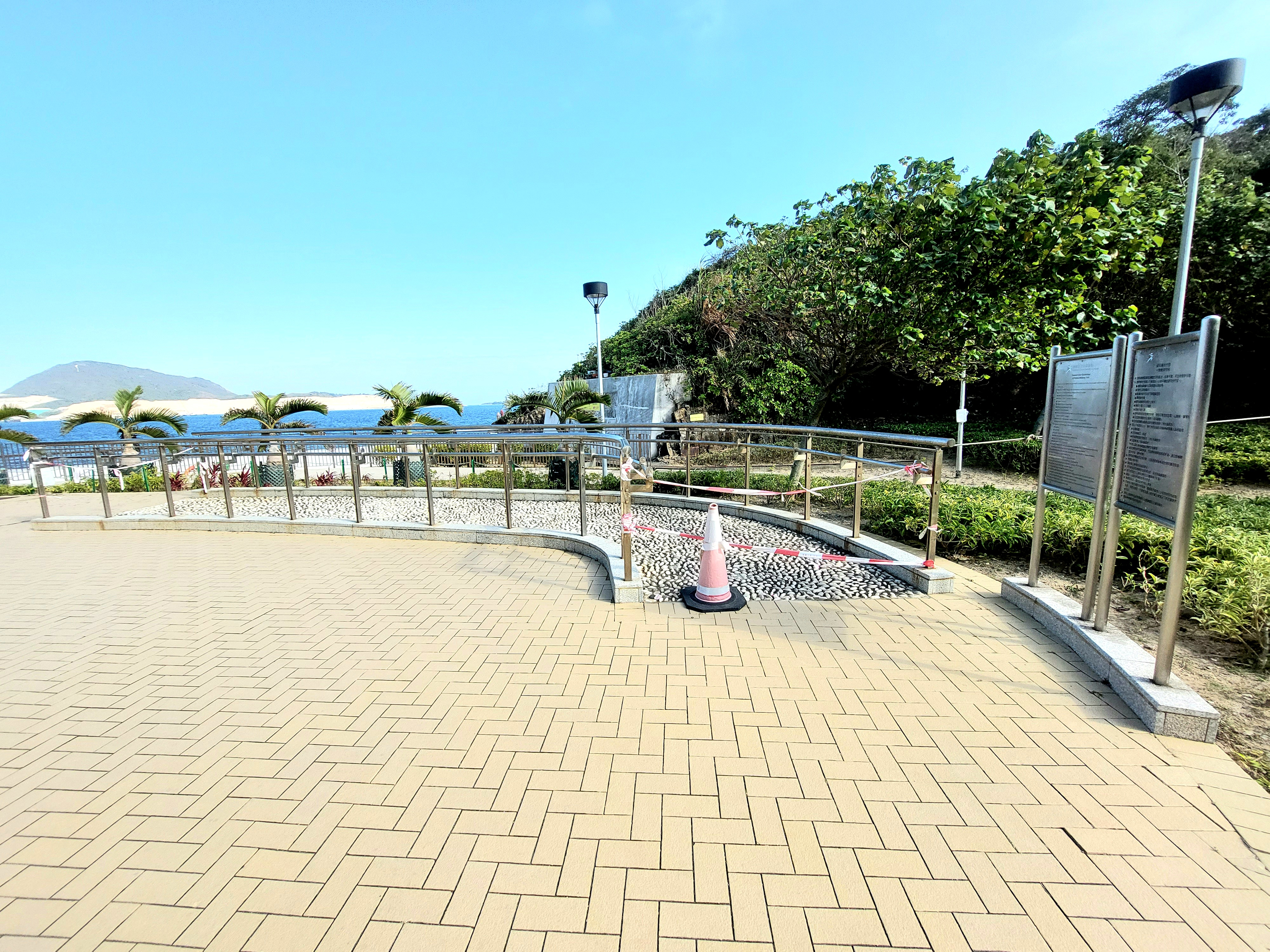
卵石路步行徑

小西灣海濱花園（英語：Siu Sai Wan Promenade）是香港香港島東區小西灣一個海濱休憩空間，於2002年10月啓用，屬康樂及文化事務署管理。設施包括設七人小型足球場、健體站、兒童遊樂場、以及休憩處和海濱長廊步行徑。海濱花園對出有石灘，公園内樓梯連接行山徑，可前往龍躍亭、浪韻樂園和樹影樂園。